# 大方斐紗子
大方 斐紗子（おおかた ひさこ、1939年3月9日 - ）は、日本の女優・声優である。福島県出身。現代制作舎所属。

## 略歴
幼少期は芝居・映画好きで、福島県立福島女子高等学校（現:福島県立橘高等学校）時代は演劇部に所属していた。
高校卒業後、上京して劇団俳優座付属養成所に合格。3年間学び、劇団青年座、東京俳優生活協同組合にも所属していた。
30歳で結婚、翌年に1男をもうける。
福島県を舞台としたドラマなどでは方言指導として名前が出ることもある。

## 人物
声種はメゾソプラノ。方言は福島弁。
特技は歌（クラシック・シャンソン）、ダンス、日本舞踊、狂言、仏語。

## 受賞歴
2024年
- 第32回橋田賞 野村昭子賞

## 出演

### テレビドラマ
- 東芝日曜劇場（TBS）
  - 「町から町へ」（1965年）
  - 「息子のご帰還2」（1991年）
- ありがとう 第3シリーズ 第2話（1973年5月3日、TBS） - 魚平の客 役
- 土曜日の女シリーズ 天使が消えていく（1973年、NTV）※第3回は大方斐沙子でクレジット
- 赤い迷路（1974年、TBS）
- その町を消せ!（1978年、NHK） - 井上和子 役
- 3年B組金八先生 第1シリーズ(1979年 - 1980年、TBS）「第3話 君の裸はビーナス」 - 梶浦トシ 役
- 3年B組金八先生 第2シリーズ(1980年、TBS） - 風呂屋の女将 役
- 3年B組金八先生スペシャルIV「イジメられっ子金八先生」（1985年） - 佐々木先生 役
- 金曜ドラマ「想い出づくり。」（1981年、TBS）※方言指導
- ポーラテレビ小説「おゆう」（1983年、TBS） - せつ 役
- 事件記者チャボ! 第24話「チャボもあきれたダメ父さん!」（1984年、日本テレビ / ユニオン映画） - 主婦 役
- 宇宙刑事シャイダー 第14話「恋のミュータント」（1984年、テレビ朝日） - 夏川まり子の母 役
- 暴れ九庵 第12話「ひたむきに愛」（1984年、関西テレビ / 東宝） - おちか 役
- 花田春吉なんでもやります（1985年、TBS）
- 連続テレビ小説（NHK）
  - はね駒（1986年） - 越後屋うめ
  - あまちゃん（2013年） - 鈴木のばっぱ 役
  - ひよっこ（2017年） - 青天目澄子の祖母 役
  - 半分、青い。 第83回 - （2018年7月6日 - ） - 東雲さん 役
  - おかえりモネ 第89回（2021年9月16日） - 視聴者の五十嵐さん 役
- 誇りの報酬 第40話「幸福へのパスポート」（1986年、NTV） - 野川さなえの母 役
- 古谷一行の金田一耕助シリーズ「香水心中」（1987年、TBS） - 中川ふみ 役
- あぶない刑事 第28話「決断」（1987年4月19日、日本テレビ）
- とんぼ（1988年、TBS）
- 土曜ワイド劇場（テレビ朝日）
  - 「美人秘書殺し」（1990年）
  - 「棟居刑事の情熱」（1990年）
  - 「ドライバースクール殺人事件」（1991年）
  - 「女調査員・おでん屋“ぽんた”探偵局1」（1996年）
  - 「鉄道捜査官シリーズ」（2000年 - 2006年） - 花村光代 役
- さすらい刑事旅情編Ⅳ 第9話「水郷の花嫁・過去を捨てた女」（1991年、テレビ朝日）
- 世にも奇妙な物語 「見たら最期」（1992年） - 大原千鶴子 役
- 八百八町夢日記 第2シリーズ 第18話「花の吉原大脱走」（1992年、日本テレビ） - お徳 役
- ダブル・キッチン（1993年、TBS） - 菅原波子 役
- あなたが好きです（1994年、東海テレビ）
- 金曜エンタテイメント（フジテレビ）
  - 「松本清張三回忌特別企画・草の陰刻」（1994年） - 大賀美津子 役
  - 「松本清張スペシャル・火と汐」（1996年） - とよ 役
  - 「音の犯罪捜査官・響奈津子3」（1999年） - 旅館の女将 役
  - 「天使の歌声 〜小児病棟の奇跡〜」（2002年）
  - 新春ドラマスペシャル「Dr.コトー診療所」特別編（2004年） - 荻野ツネ
- 雲霧仁左衛門 第2話「狙われた男」（1995年、フジテレビ）
- 火曜サスペンス劇場（日本テレビ）
  - 「小京都ミステリー15」（1995年） - 家政婦・邦江 役
  - 「女弁護士・高林鮎子20」（1997年） - 森塚キミ 役
  - 「警部補 佃次郎3・艶やかな声」（1997年）
- ピュア 第10話（1996年） - 園長 役
- 将太の寿司最終回直前スペシャル 小樽特別編（1996年） - 田村ミヤ 役
- 大河ドラマ（NHK）
  - 元禄繚乱（1999年）
  - 八重の桜（2013年） - 日向ユキの祖母 役
  - いだてん〜東京オリムピック噺〜（2019年） - 金栗スマ
- ケイゾク（1999年、TBS） - 藤田滋
- L×I×V×E（1999年、TBS） - 坂口カズ
- 女と愛とミステリー「不倫調査員・片山由美1」（2001年、テレビ東京）
- 水戸黄門（TBS・C.A.L）
  - 第29部 第2話「藩を揺るがす贈り物 -水戸-」（2001年4月9日） - やえ 役
  - 第33部 第4話「父のこころ娘知らず -津-」（2004年5月10日） - とめ 役
  - 第43部 第6話「海道一のじゃじゃ馬娘 -清水-」（2011年8月8日） - 梅 役
- ウソコイ（2001年、関西テレビ）
- ショムニFINAL（2002年、フジテレビ）
- はぐれ刑事純情派第16シリーズ（2003年）第11話「安浦刑事人質事件」 - 富永正子 役
- 永遠の君へ（2004年、東海テレビ）
- 水曜プレミア 世界最恐JホラーSP「予感」（2004年、TBS）
- のだめカンタービレ（2007年） - 野田静代 役
- その男、副署長 Season1（2007年） - 白井真知子 役
- NHKスペシャル「感染爆発〜パンデミック・フルー」（2008年、NHK）
- サマヨイザクラ（2009年、フジテレビ） - 堂島ふさ 役
- 金曜プレステージ（フジテレビ）
  - 「浅見光彦シリーズ41 佐渡伝説殺人事件」（2011年）
  - 「ねじれた絆 赤ちゃん取り違え事件 42年の真実」（2013年） - 島袋ハル 役
  - 「事件屋稼業 (漫画)1」（2013年） - 加納佐和 役
- 水曜ミステリー9（テレビ東京）
  - 「湯けむりドクター華岡万里子の温泉事件簿6」（2012年） - 二本木松子 役
  - 「捜査検事・近松茂道14」（2013年） - 小坂富子 役
- 好好!キョンシーガール〜東京電視台戦記〜（2012年、テレビ東京） - ババ様 役
- 野田ともうします。 第3シリーズ（2012 - 2013年） - ウメさん 役
- まほろ駅前番外地 第4話（2013年、テレビ東京） - 麻生久代 役
- 小暮写眞館（2013年、NHK BSプレミアム） - 花菱敏枝 役
- 俺のダンディズム（2014年、テレビ東京） - 美鈴 役
- リバースエッジ 大川端探偵社 第10話（2014年、テレビ東京） - 老婆 役
- 碧の海〜LONG SUMMER〜（2014年、東海テレビ） - 上原セツ 役
- プレミアムドラマ「終の棲家」（2014年、NHK BSプレミアム） - 岩崎芙美子 役
- 赤と黒のゲキジョー（フジテレビ）
  - 「黒い看護婦」（2015年） - 秋川八千代 役
- 月曜ゴールデン（TBS）
  - 「新 法廷荒らし 猪狩文助〜終の棲家〜」（2015年） - 富永小百合 役
  - 「警視庁機動捜査隊216V・まだ見ぬ夜明け」（2015年） - 宮本千恵 役
- このミステリーがすごい! ベストセラー作家からの挑戦状「冬、来たる」（2015年） - 高木操江 役
- 仮面ライダーゴースト 第15話 - 第30話（2016年1月24日 - 5月8日、テレビ朝日） - 福嶋フミ 役
- 伝七捕物帳 第8話（2016年、NHK BSプレミアム） - お種 役
- 五年目のひとり（2016年11月19日、テレビ朝日） - 板倉さん
- オリガミの魔女と博士の四角い時間 第3話（2017年3月25日、NHK教育テレビジョン） - 舞台女優 役
- 定年女子（2017年7月9日 - 8月27日、NHK BSプレミアム） - 小川民子
- 相棒 season16 第3話（2017年11月1日、テレビ朝日） - セツ
- セシルのもくろみ 第8話（2017年8月31日、フジテレビ） - ハナちゃん
- 三匹のおっさんスペシャル（2018年1月2日、テレビ東京） - 千代子さん
- 忘却のサチコ（2018年1月2日、テレビ東京） - おばあちゃん（ナレーション）
- トドメの接吻 第3話 - 第5話（2018年1月21日 - 2月4日、日本テレビ） - 佐藤宰子の祖母
- 居酒屋ぼったくり（2018年4月 - 6月、BS12トゥエルビ） - ウメ
- あなたの番です（2019年4月 - 9月、日本テレビ） - 赤池幸子
  - 劇場版公開記念!「あなたの番です」完全新撮スペシャル!（2021年12月10日、日本テレビ） - 赤池幸子
- おっさんずラブ-in the  sky- 第3話（2019年11月26日、テレビ朝日） - 占い師（青物横丁の祖母）
- 月曜プレミア8
  - 「機捜235」（2020年） - 向井チヅ
  - 「当番弁護士 梶原藤子の事件ファイル」（2020年） - 篠崎トヨ
  - 「今野敏サスペンス 疑念 警視庁強行犯係 樋口顕」（2021年） - 藍沢志保
- 竹内涼真の撮休 最終話（2020年12月26日、WOWOW） - 老夫婦の妻 役
- 17才の帝国 第1話（2022年5月7日、NHK総合）
- 空白を満たしなさい（2022年） - 土屋徹夫の祖母 役
- 藤子・F・不二雄 SF短編ドラマ『メフィスト惨歌』（2023年4月9日、BSプレミアム・BS4K） - 大家 役
- 弁護士ソドム 第1話（2023年4月28日、テレビ東京） - 千代 役
- 明日、私は誰かのカノジョ 特別編 前編（2023年5月3日、毎日放送） - 高橋美代子（優愛の祖母） 役
- ゴールデンカムイ -北海道刺青囚人争奪編- 第1話 - 第3話・第7話（2024年10月6日 - 20日・11月17日、WOWOW） - フチ 役[9][10]

### ミュージックビデオ
- GOSHI GOSHI（2021年1月1日 Studio Candy Foxx）

### 映画
- さよならの日日（1979年11月29日、九段会館）
- ゲンセンカン主人（1993年7月24日、キノシタ映画） - ゲンセンカンの老女中
- 双生児－GEMINI－（1999年、東宝） - 滝江 役
- 岸和田少年愚連隊 EPISODE FINAL スタンド･バイ･ミー（2001年、オリジナルビデオ）
- 白い船（2002年、ゼアリズ・エンタープライズ） - 佐藤静江 役
- ハート・オブ・ザ・シー（2003年、デジタルシネマプロジェクト） - 近所の農婦 役
- HEAT 灼熱（2004年、ケイエスエス） 千代 役
- 日常恐怖劇場 オモヒノタマ 念珠（2004年、衛星劇場）「伍ノ珠　茸狩り」 - 老婆 役
- 百合祭（2004年、旦々舎） - 北川よし 役
- しあわせなら手をたたこう（2005年11月19日、日本出版販売） - 老夫婦 役
- 休暇（2008年6月7日、リトルバード） - 老婆 役
- うん、何?（2008年11月29日、護縁） - 須賀キヨエ 役
- RAILWAYS 49歳で電車の運転士になった男の物語（2010年5月29日、松竹） - 由紀子の店の客 役
- 星砂の島のちいさな天使 〜マーメイドスマイル〜（2010年6月19日、Thanks Lab.） - たけみおばあ 役
- 百合子、ダスヴィダーニヤ（2011年6月18日、旦々舎） - 中條運 役
- シェアハウス（2011年11月12日、ピーズインターナショナル）
- 恋の罪（2011年11月12日、日活） - 尾沢志津 役
- 聯合艦隊司令長官 山本五十六（2011年12月23日、東映）
- TOKYO TRIBE（2014年8月30日、日活）
- Bad Moon Rising（2015年8月1日） - ケイジの母 役
- 西北西（2015年）
- 葛城事件（2016年6月18日、ファントム・フィルム） - スナックのママ 役
- おじいちゃん、死んじゃったって（2017年11月4日、松竹）　- 春野ハル 役
- 雪子さんの足音（2019年5月18日、東宝） - 喫茶店店主（高梨秋江） 役
- よこがお（2019年7月26日、KADOKAWA） - 大石塔子 役
- みとりし（2019年9月13日、アイエス・フィールド） - 清水キヨ 役
- 山中静夫氏の尊厳死（2019年9月21日・長野県佐久市先行公開、2020年2月14日公開、マジックアワー / スーパービジョン） - 老婆 役
- Daughters（2020年9月18日、イオンエンターテイメント） - 並木 茂代 役
- おらおらでひとりいぐも（2020年11月6日、アスミック・エース） - 桃子のばっちゃ 役
- あなたの番です 劇場版（2021年12月10日、東宝） - 赤池幸子 役[11]
- 鈴木さん（2022年2月4日、Incline）[12]
- 鋼の錬金術師 完結編 復讐者スカー（2022年5月20日、ワーナー・ブラザース映画） - シャン 役
- PLAN75（2022年6月17日、ハピネットファントム・スタジオ）
- さかなのこ（2022年9月1日、東京テアトル） - 荒海のおばあさん 役
- ゴールデンカムイ（2024年1月19日、東宝） - フチ 役[13]
- 水平線（2024年3月1日、マジックアワー）[14]

### テレビアニメ
- サザエさん（出演時期不明）
- あしたのジョー（1970年）
- 母をたずねて三千里（1976年） - ナターリア 役
- 野球狂の詩（1979年） - 山井の母 役
- 燃えろアーサー 白馬の王子（1980年） - ベラ 役
- 愛の若草物語（1987年） - ハンナ[15] 役
- トラップ一家物語（1991年） - 伯爵夫人 役

### 劇場アニメ
- 太陽の王子 ホルスの大冒険（1968年） - ホルス 役[16]

### 特撮
- ぐるぐるメダマン（1976年） - あまのじゃくの声[17]

### ラジオドラマ
- FMシアター「ミュージカルファンタジー・人魚の森」（1989年、NHK-FM)
- FMシアター「お岩木さまの子供たち」（2016年2月20日、NHK-FM）

### 吹き替え
- アラバマ物語（メイエラ・ユーエル）※テレビ朝日
- イン・ハー・シューズ
- カリブの嵐（バーネット夫人）※テレビ朝日版
- 翼をください（フェイ）
- 尼僧物語（S・オーレリー〈ドロシー・アリソン〉、天使、尼僧(1)）※テレビ朝日
- 引き裂かれたカーテン（コスカ〈ギセラ・フィッシャー〉）※フジテレビ
- フィオナが恋していた頃（ミセス・カーニー）
- ミディアム6 霊能者アリソン・デュボア
- メリー・ポピンズ リターンズ（風船売り〈アンジェラ・ランズベリー〉[18]）
- リメンバー・ミー（ママ・ココ[19][20]）

### CM
- ピップフジモトピップエレキネックレス
- NTTDoCoMo東海
- ダイハツ・ブーン「偏愛の男・告白」篇（2016年10月 - ）[21]
- 南都銀行「南都家の一族」（2018年8月 - ）
- JT（2024年4月 - ）[22]